# Těsnopis

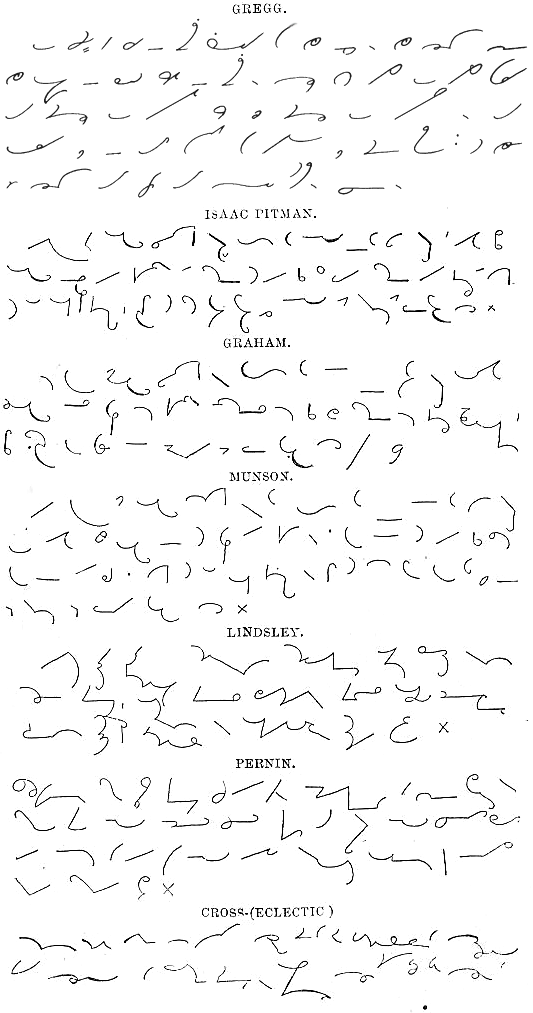
Ukázka různých systémů těsnopisu 19. století

Těsnopis je písmo založené na principu maximální informace na grafickou jednotku, tj. zobrazení prvků stenografovaného textu minimem grafických jednotek, které ještě postačí k jednoznačné rekonstrukci textu ze stenogramu. Usiluje o co největší redukci grafické i významové redundance psaného jazyka.
Zjednodušeně lze říci, že těsnopis je písmo určené k rychlému, snadnějšímu a úspornému zápisu informací. Těsnopisné znaky pro hlásky jsou značně zjednodušené oproti běžnému písmu. Některými znaky se vyjadřují časté skupiny hlásek, zkracují se i často užívaná slova a sousloví (tzv. hieroglyfický princip). Jako rozlišovací prvek slouží např. poloha znaku vůči řádku a zesílení (v některých soustavách, jako je český oficiální systém Herout-Mikulík, a proto je psán obyčejnou tužkou). Těsnopis lze užívat ke stručnému výtahu informací nebo k doslovnému zápisu textu.

## Pojmy
Synonymy pro těsnopis jsou stenografie (z řec. stenos těsný a grafé psaní), také stenotypie, rychlopis čili tachygrafie (řec. tachys rychlý).
- stenograf, stenografka = těsnopisec (osoba)
- stenografovací stroj = speciální technické zařízení pro psaní těsnopisem, psací stroj pro strojový těsnopis
- strojový stenograf = osoba používající stenografovací stroj
- stenogram = těsnopisný záznam
- stenotypista, stenotypistka = ovládá a používá těsnopis a poté, co vytvořil(a) těsnopisný záznam, přepisuje ho na psacím stroji nebo počítači do normalizované podoby běžně čitelné písemnosti

Komorní těsnopis (tj. parlamentní) je označení vysoké úrovně schopnosti těsnopisného zápisu a jeho převodu do běžného zápisu. Jedná se například o provádění úředního těsnopisného záznamu, zejména při jednání parlamentu.
Z komorního těsnopisu i z kancelářského těsnopisu je možné složit státní zkoušku.

## Těsnopisné soustavy
Těsnopisné soustavy bývají tříděny na typy
- grafické (rukopisné)
  - kurzivní – odvozeny z latinské abecedy
  - geometrické – odvozeny z geometrických symbolů
- strojové (klávesnicové) – vznikly v moderní době, rozšířeny jsou zejména v USA a v západní Evropě.

Z povahy těsnopisu vyplývá, že každá těsnopisná soustava je přizpůsobena jazyku, pro který byla vytvořena. K zapisování v těsnopisu je třeba kromě dobrého osvojení těsnopisu též porozumět zapisovaným informacím a mít přiměřenou vyjadřovací schopnost. Přestože existují obecněji platná pravidla těsnopisu, obsah a uspořádání těsnopisného záznamu bývají značně uzpůsobeny potřebám autora záznamu, a proto záznam nemusí být pro jiného člověka dobře čitelný.
Strojový záznam zpravidla využívá tzv. akordů – současného stisku více kláves. Na dřívějších stenografovacích strojích se tiskl stenogram. Záznam zadávaný nyní do počítače prostřednictvím speciálního editoru lze do běžného písma převádět přímo strojově (softwarově) a výsledek stačí pouze korigovat. To umožňuje téměř okamžitý přenos zaznamenávaného textu např. na Internet.
Strojový záznam umožňuje také automatické zaznamenávání času a tím synchronizaci se zvukovým záznamem.

## Historie a užívání těsnopisu
První dnes známou těsnopisnou soustavu, tzv. tironské noty (správněji tironské značky), vytvořil v 1. století př. n. l. Marcus Tullius Tiro, sekretář, otrok (a pozdější propuštěnec) Marca Tullia Cicerona. Soustava byla užívána při zápisu jednání římského senátu a později (až do 10. století n. l.) i v administrativě předních evropských panovnických rodů. V podstatě byla však založena pouze na hieroglyfickém principu, tzn. že zvláštní, co nejjednodušší znaky existovaly jen pro nejčastěji užívaná slova. Určité zprávy o neobvyklé rychlosti psaní jsou zachovány i z dřívější doby, není však jasně doloženo, že jde skutečně o těsnopis.

## Moderní doba
Pro angličtinu je užívání novodobého těsnopisu známo od poloviny 16. století; jeho rozmach nastával obvykle s rozvojem parlamentarismu. Tradičně a dodnes se užívá například při zápisu parlamentních jednání, ale také k psaní osobních poznámek. První německý systém strojové stenografie představili Wolfgang Groth a Andreas Olschewski na kongresu Intersteno v Drážďanech v roce 1989.

## Český těsnopis
Pro češtinu upravil německou těsnopisnou soustavu Franze Xavera Gabelsbergera česko-rakouský pedagog Hynek Jakub Heger ve 40. letech 19. století. Když v roce 1844 přijel do Prahy přednášet o těsnopisu, přišla na jeho přednášku řada významných obrozenců, např. Josef Jungmann, Šebestián Hněvkovský, František Ladislav Rieger, Václav Bělský, Josef Franta Šumavský a Jiří Krouský. Rok na to uspořádal v Praze prezentaci v češtině. Spolu s Frantou Šumavským poté zpracoval Soustavu českoslovanského rychlotěsnopisu, která však nevyšla tiskem.
Ministerstvo školství a národní osvěty v červenci 1920 vypsalo na původní československou soustavu těsnopisnou konkurs, do nějž bylo přihlášeno 11 návrhů, mj. návrh PhDr. Aloise Herouta a návrh Ing. Svojmíra Mikulíka. Ministr školství a osvěty rozhodl spojit jejich návrhy do jediné soustavy a dnem 23. dubna 1921 výslednou soustavu Herout-Mikulík (soustava H-M) zavést postupně do škol místo dosavadního převodu soustavou Gabelsbergovou, na kterou částečně navazuje. Soustava Herout-Mikulík se po menších úpravách používá v Česku dosud.
Možnost psát touto soustavou i v jiných jazycích je dána převody soustavy H-M na angličtinu, němčinu, francouzštinu, španělštinu, italštinu, ruštinu a na některé další jazyky. To je vhodné především pro české těsnopisce. 
Stejně jako česká úprava německé stenografie Gabelsbergerovy i česká těsnopisná soustava H-M posloužila jako základ pro těsnopis ostatních slovanských národů (vzhledem k podobné hláskové i gramatické stavbě). 
Český rekord v rychlosti psaní těsnopisem je 200 slov za minutu a vytvořil jej matematik Mgr. Miloš Matula v roce 1957. K zápisu běžné řeči však stačí rychlost 70 slov za minutu, k záznamu rychlejšího přednesu nebo např. televizních zpráv 80–100 slov za minutu. (Rychlost psaní běžným písmem bývá okolo 20 až 40 slov za minutu.)
V 2. polovině 20. století byly zpracovány slibné návrhy na modernější a ještě vhodnější soustavu českého těsnopisu, mj. právě Miloše Matuly, ale po zkušenostech se zaváděním systému H-M a velkou náročností přechodu, který trvá okolo deseti let, nebyly využity.
V současnosti je těsnopis na určitém ústupu vzhledem k rychlému rozvoji techniky (nahrávání, počítačové zpracování textu). Je však stále nenahraditelný, resp. jeho výhody lze těžko překonat při psaní vlastních poznámek, neboť umožňuje zapisované upravovat už během psaní. Je rovněž relativně často využíván jako tajné písmo. Výuka těsnopisu se sice omezila, ale je zachována zejména na některých obchodních akademiích, např. v Praze – Dušní nebo v Orlové.
Pokusy vyvinout pro češtinu strojovou těsnopisnou soustavu skončily neúspěchem.

## Institucionální zaštítění
Státní těsnopisný ústav jako samostatné školské zařízení existoval od 1. ledna 1922. Od roku 1999 byl oddělením Národního ústavu odborného vzdělávání. Koordinoval výuku předmětů technika administrativy, obchodní korespondence a těsnopis na středních školách, přičemž pro tyto předměty zajišťoval činnosti státní zkušební komise. Také prováděl kursy, soutěže, vytvářel výukové programy a pomůcky. Podílel se na mezinárodní spolupráci v rámci federace Intersteno (Mezinárodní federace zpracování informací), založené roku 1887. Dne 31. prosince 2019 byl Státní těsnopisný ústav po 98 letech existence definitivně zrušen. Některé jeho činnosti (jako např. zkoušky z těsnopisu) provádí nyní Národní pedagogický institut České republiky.
Český těsnopisný spolek byl ustaven 5. března 2001 v Praze a navázal na přerušenou činnost Prvního pražského spolku stenografů, založeného v roce 1859 z iniciativy Jindřicha Fügnera.

#### Ukázka literatury v těsnopisu
- HOFMANN, Jan, ed. Chodská čítanka. 1. vyd. Praha: nákladem Prvního pražského spolku stenografů československých, 1949. 32 s. Knihovna Těsnopisných listů, sv. 47.
- LENZ, F. Dějiny národa českého v tisíci slovech těsnopisem. V Praze: A. Storch syn, [1898]. 10 s.
- MÁCHA, Karel Hynek. Cikáni. V Králíkách: Nákladem spolku těsnopisného, 1869. 167 s. Těsnopisná bibliotéka.
- NĚMCOVÁ, Božena. Babička: obrazy venkovského života. 1. vyd. Praha: Zdeněk Suchánek, 1947. 315 s. Těsnopisná klenotnice, sv. 1.
- SLABÝ, František. Československé legie: vypsání vzniku a hrdinských činů v Rusku a Sibiři. Praha-Karlín: Knihovna českého těsnopisu, 1920. 32 s. Knihovna českého těsnopisu, 12.

#### Česká periodika
- Rozhledy. Praha: Národní ústav odborného vzdělávání, 2003– . ISSN 1214-5653.
- Těsnopisné a strojopisné rozhledy. Praha: Národní ústav odborného vzdělávání, 1993–2003. ISSN 1210-8820.
- Těsnopisné rozhledy. Praha: Státní pedagogické nakladatelství, 1923–1993. ISSN 0139-7559.